# Галф-Айлендс
Национальная парковая резервация Галф-Айлендс (англ. Gulf Islands National Park Reserve, фр. Réserve de parc national des Îles-Gulf) — национальная парковая резервация Канады, расположенная на юге канадской провинции Британская Колумбия на островах одноимённого архипелага между островом Ванкувер и материковой частью провинции. Парк создан в 2003 году, слово резервация в его названии означает, что на территории парка существуют поселения индейцев и они участвуют в управлении парком.

## География

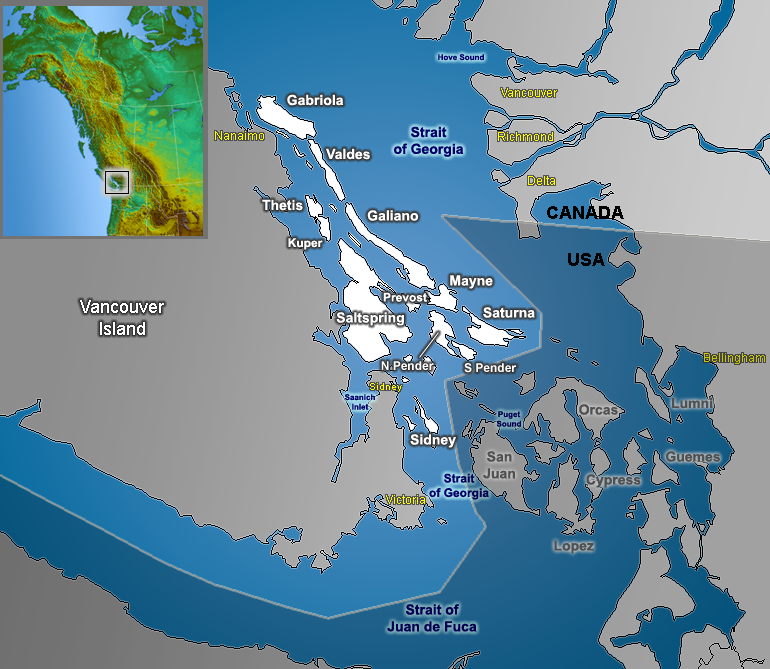
Острова Галф

Архипелаг является продолжением низин около пролива Джорджии, одном из наиболее опасных с экологической точки зрения регионов Канады. Парк расположен на пятнадцати островах, около 30 островных цепях и рифах и занимает почти 36 км² площади земной и водной поверхности. Ещё 26 км², хоть и не являются частью парка, служат для административных целей и управляются агентством Парки Канады. По другим источникам территория парка составляет около 35 км² земной поверхности и 26 км² водной поверхности.
Парк занимает далеко не всю площадь архипелага, он расположен на некоторых островах, причём и их занимает не полностью.
Агентство Парки Канады и администрация парка разделяют парк на четыре основные зоны: внутренние острова, остров Превост, острова Пендерс и внешние острова:
- Внутренние острова представляют собой серию небольших островов, основными из которых являются Рассел, Портленд, Бракмэн, Иль-де-Лис, Сидни и Дарси. Кроме того, в ведении парков Канады находится небольшой участок острова Виктория в районе города Сидни.
- Остров Превост в основном принадлежит потомкам Дигби де Бур (Digby de Burgh), который купил его в 1920-х годах. Парки Канады управляют двумя небольшими участками в северной и южной частях острова, а также маленькими островками поблизости.
- Острова Пендер (южный и северный) когда-то были соединены узкой полоской земли и представляли один остров. Наиболее заселённым является Норт-Пендер, на нём находится один из полевых центров по управлению территорией и проживает до 2000 временных жителей.
- Внешние острова являются своеобразным буфером, защищающим природу архипелага от наступления современной жизни. С островов видны силуэты небоскрёбов и городские огни. Острова использовались индейцами как последняя суша перед выходом в открытое море. Такое же значение острова приняли для потока золотоискателей во время клондайкской золотой лихорадки. Основные острова этой области: Сатурна, Тамбо, Мейн, Каббадж.

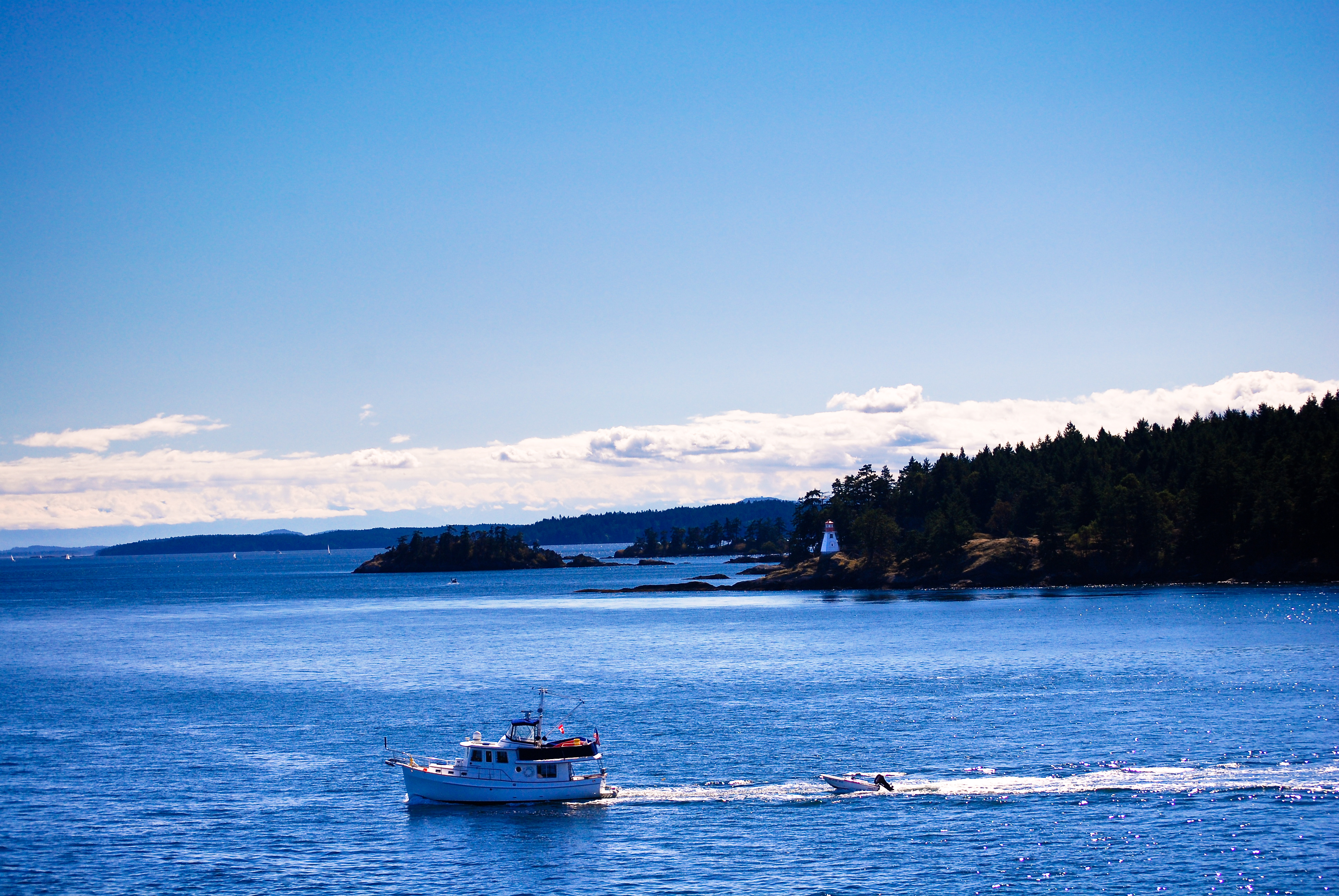
Остров Превост
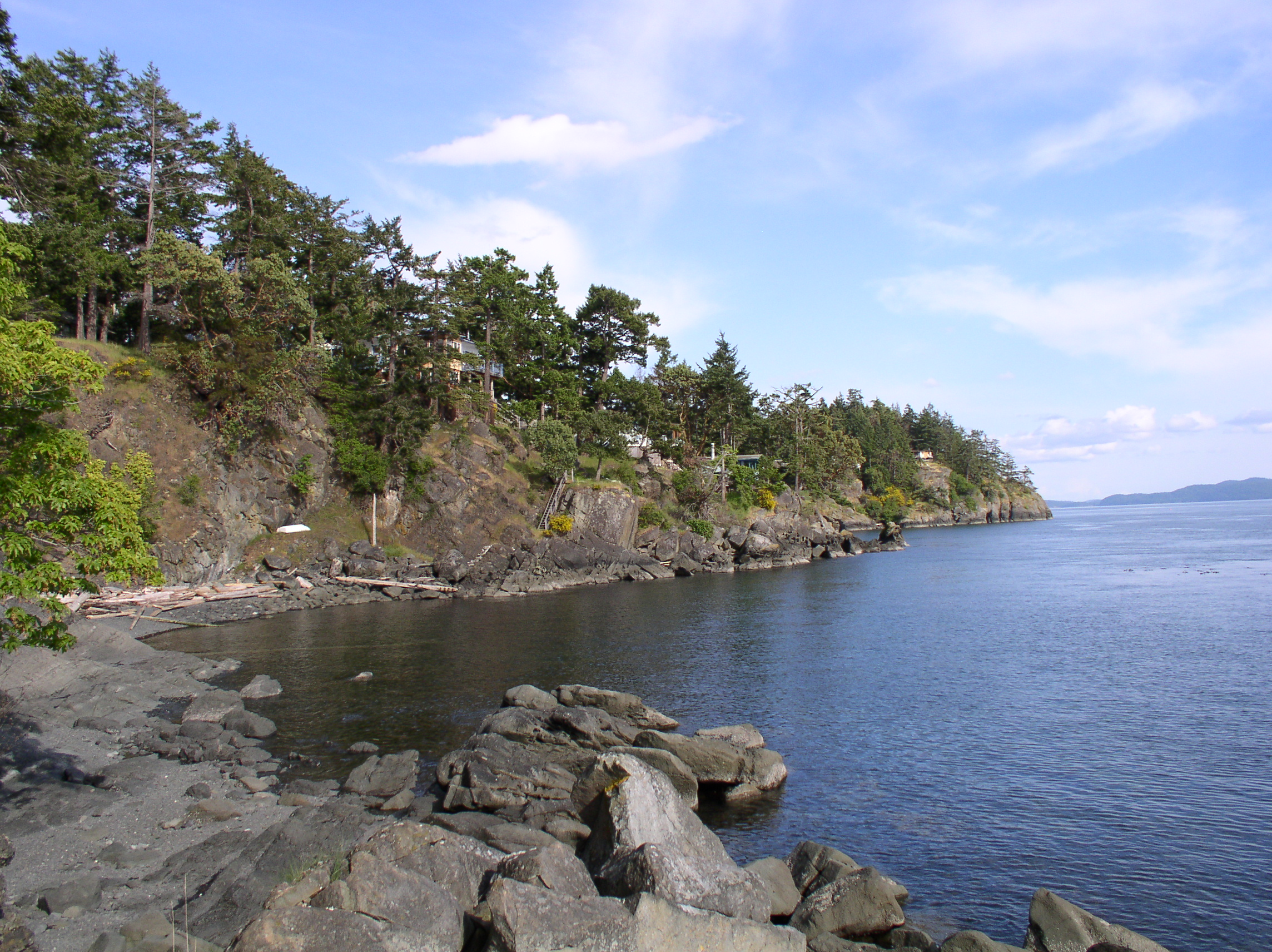
Острова Пендер
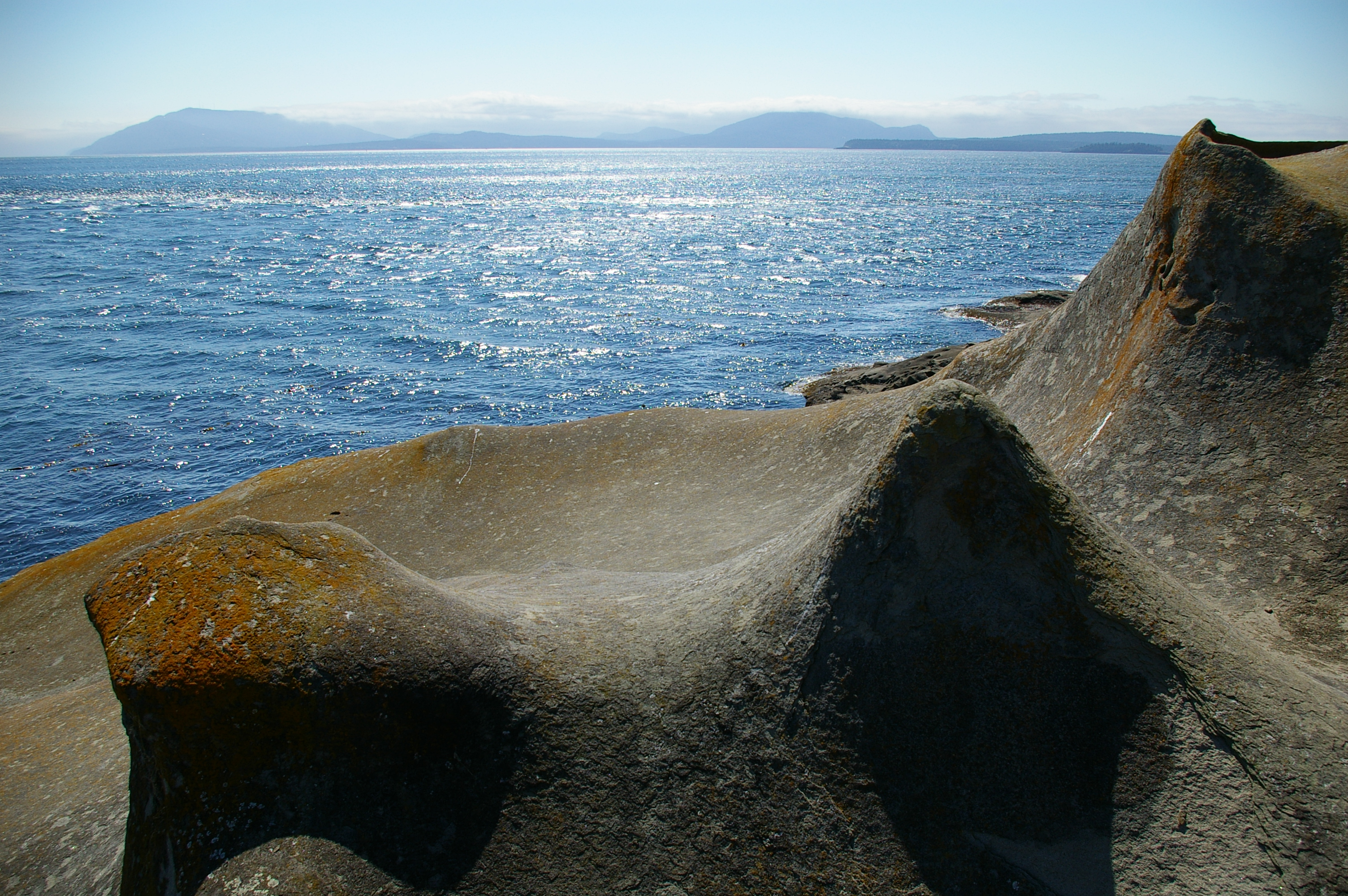
Остров Сатурна

## Флора и фауна
На островах Галф обитает 15 видов животных под угрозой вымирания, 10 видов в уязвимом положении и ещё 13 видов с малым риском. Среди них разные виды китов, медуз, бабочек.
Прибрежный апвеллинг поднимает с глубин богатую натрием воду, создавая условия для обитания косаток, морских свиней, тюленей и морских львов. В районе парка гнездится или совершает миграцию большое количество прибрежных и водоплавающих птиц. На островах произрастают леса из псевдотсуги, земляничные деревья и орегонские белые дубы.

## Климат
Климат архипелага Острова Галф отличается засушливым летом, умеренными осадками в зимнее время и более 2000 часов солнечного света ежегодно. Летняя температура традиционно не опускается ниже 20 °C, а зимой температура ниже 5—10 °C. Температура редко опускается ниже нуля. В августе часто бывают туманы, а весной — сильные ветра.
Архипелаг является одной из самых засушливых и подверженных опасности возгорания экосистем Канады. Парк лежит между горами острова Ванкувер и горами континентальной Британской Колумбии и получает около 600 мм осадков в год (в два с лишним раза меньше, чем в соседнем Ванкувере). При этом, 75 % всех осадков приходится на зимний период. Из-за сухого климата в парке велика вероятность возникновения пожаров. В связи с этим в парке запрещено разводить костры.

## История

### Архипелаг в жизни индейцев
Береговые Салиши жили на островах более 6000 лет.
Остров Дарси используется индейцами для религиозных обрядов.

### Использование архипелага европейцами
В 1700 годах испанский мореплаватель Франсиско Элиза назвал острова Пендерс Sayas (исп. Sayas — юбки).
Постоянные поселения на островах начали появляться только в XIX веке. В основном это были овцеводческие фермы. К 1900 году население островов выросло, стали появляться органы местного самоуправления, почта, работать паромная переправа.

#### Лепрозорий на острове Дарси

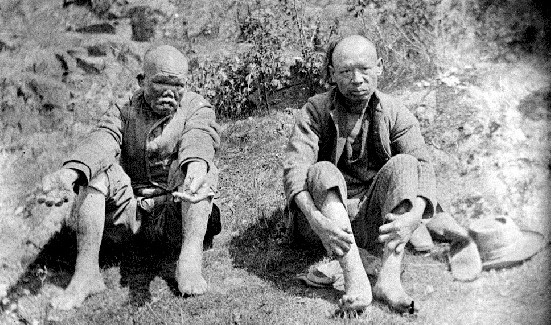
Лепрозорий на острове Дарси. 1890-е годы

С 1891 по 1924 год остров Дарси, расположенный к востоку от полуострова Саанич, служил лепрозорием. Ещё в 1891 году офицеры полицейской медицинской службы острова Виктория, совершая один из регулярных рейдов по Чайнатауну, обнаружили пятерых человек с явными признаками проказы. Муниципальное правительство острова быстро получило провинциальную поддержку на конфискацию острова Дарси и использование его в качестве лепрозория. Следующие 33 года небольшой остров служил местом изоляции 49 прокажённых, из которых только один был не китайского происхождения.
Город выделил деньги на постройку шести бараков для жизни на острове. Позднее некоторые жители острова возвели себе отдельные хижины. Единственные контакты с внешним миром были во время прихода корабля со снабжением. Каждые три месяца приходил корабль, который сбрасывал на остров пищу, одежду и прочие вещи, включая гробы. Тем не менее, жители лепрозория доставали себе воду, и возделывали сад площадью 1 акр. Культурная организация позволяла им жить сообща и заботиться друг о друге.
В 1924 году федеральное правительство закрыло лепрозорий на острове, а оставшихся жителей переселила на остров Бентинк около скал Рэйс-Рокс (Race Rocks). Остров был закрыт на карантин до 1957 года. В 1960-х годах на остров были отправлены рабочие, которые сожгли все постройки лепрозория. Сохранившиеся руины доступны для обозрения.
В октябре 2000 года история острова получила завершение, когда по инициативе мэра Виктории Алана Лоуи на острове был установлен памятный знак. На знаке отмечены имена 13 человек, которые умерли на острове, ещё четыре имени неизвестны.

## Управление парком

### История создания парка
Национальный парк был собран из участков земли выкупленных или пожертвованных с 1995 года в рамках федеральной и провинциальной программы наследия на побережье Тихого океана (Pacific Marine Heritage Legacy program). Целью программы было создание всесторонней сети охраняемых районов в одном из самых быстроразвивающихся регионов Канады. В 2004 году около 90 участков земли, полученных в результате программы были переданы национальной парковой резервации Галф-Айлендс, образованной годом ранее. В дальнейшем под управление парковой резервации было передано ещё около 2 км² территории, включая озёра, пруды, водно-болотные угодья и леса. В частности был передан один из самых оживлённых во время нереста лосося ручьёв.
В связи с тем, что небольшая территория парка включает в себя различные экорегионы, множество крупных и очень небольших островов, водные ресурсы, было решено разработать промежуточное соглашение об управлении парком (Interim Management Guidelines). В начале 2004 года менеджмент парка начал публичные консультации, было проведено 11 информационных сессий, получено около 30 критических замечаний и создано семь специальных групп. В 2006 году было подписано промежуточное соглашение об управлении парком.

### Современное управление
Штаб-квартира парка расположена в городе Сидни на полуострове Саанич. Два полевых центра находятся на островах Сатурна и Норт-Пендер — самых крупных участках парка.
Наряду с агентством Парки Канады в управлении парком принимает участие попечительский совет парка (Park Advisory Board) и комитеты по совместному планированию и управлению (Cooperative Planning and Management Committees). В составе комиссий находятся представители местных и региональных органов самоуправления, агентства Парки Канада, и другие заинтересованные лица.
С 2006 года управление парковой резервацией разработало и приняло три программы развития определённых районов парка: Зимняя пещера (Winter Cove) и залив Нарваз (Narvaez Bay) на острове Сатурна, коса Сидни (Sidney Spit) на острове Сидни. Готовится к подписанию план развития острова Портленд, известного также как остров принцессы Маргариты. Ведутся работы по созданию программы для Рослэнда на острове Норт-Пендер.

## Туризм
Острова являются одной из самых излюбленных зон отдыха канадцев и привлекают внимание любителей водного, пешего и велосипедного туризма, а также гребли на каяках.

### Достопримечательности
|                    |
| Маяк Портлок-Пойнт |

### Транспорт

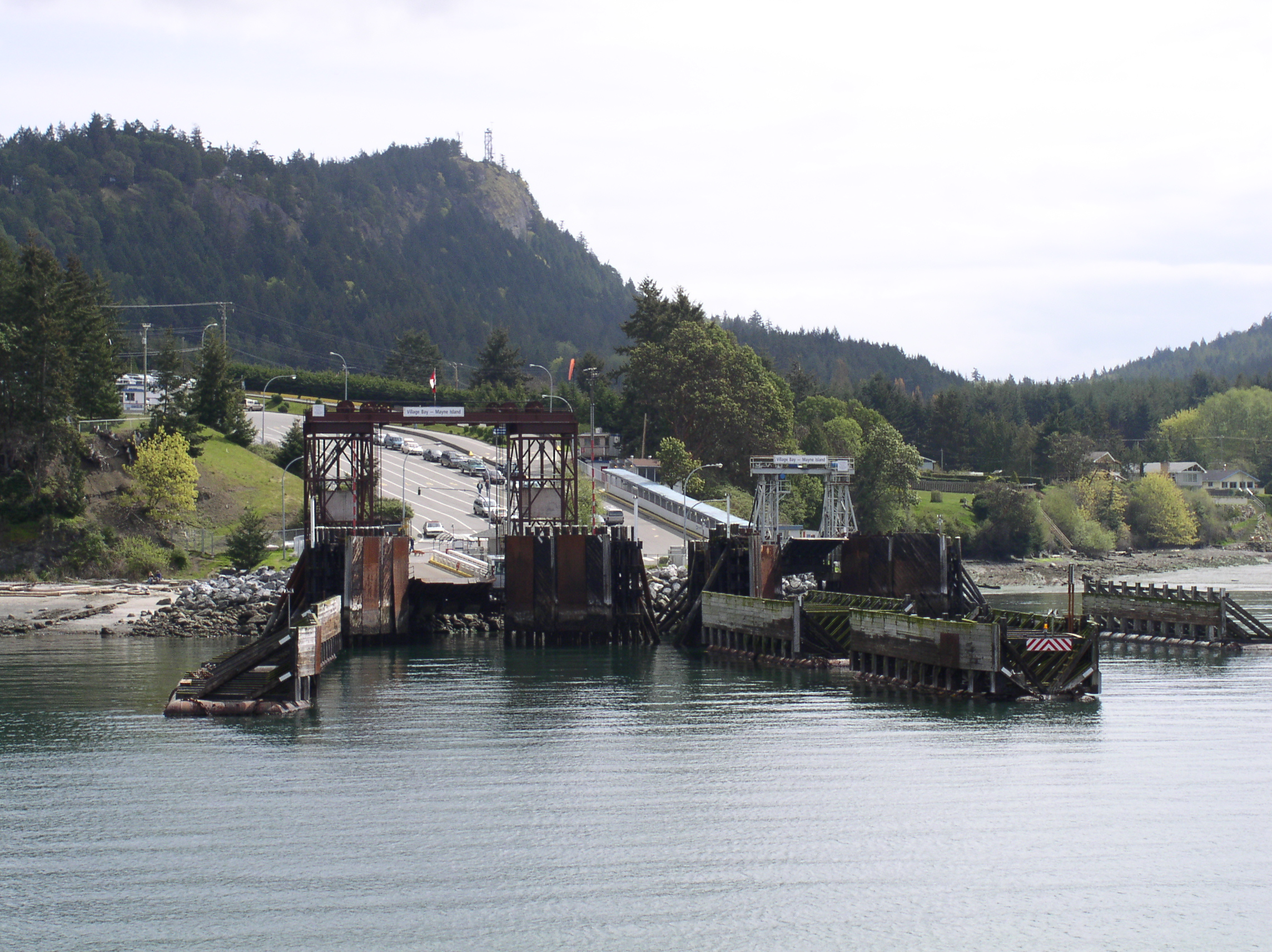
Паромная переправа на острове Мейн

Добраться до различных уголков парка можно на пароме, лодке или самолёте. Паромная переправа доступна только на трёх самых крупных островах: Мейн, Сатурна и острова Пендер. Авиакомпании Harbour Air и Seair Seaplanes совершают регулярные рейсы на гидросамолётах к островам Пендерс, Сатурна, Мейн и ряду других островов. Авиакомпании Pacific Spirit Air, Kenmore Air, Helijet Airways, Northwest Seaplanes, Pacific Coastal Airlines, Air Canada и WestJet совершают чартерные рейсы на острова архипелага на вертолётах и самолётах.
Между тем, считается что лучше всего осматривать парк на лодках или яхтах, так как некоторые уголки парка доступны только по воде.
Крупные лодочные причалы расположены на острове Сидни (Дип-Коув и Порт-Сидни), на островах Саут-Пендер (Поэтс-Коув) и Норт-Пендер (Порт-Браунинг и Оттер-Бэй), на островах Галиано (Монтаг-Харбор), Солт-Спрингс (Фалфорд-Харбор и Гангс) и Каббадж, кроме того, есть небольшие пристани в заливе Тортоиз (Tortoise Bay) на острове Портленд и в Королевской Пещере (Royal Cove).